# Rosinha da Adefal
Roseane Cavalcante de Freitas (Maceió, 22 de abril de 1973), mais conhecida como Rosinha da Adefal é uma servidora pública e política brasileira.

## Vida pública
Rosinha foi vítima de paralisia infantil quando tinha dois anos de idade. Iniciou a luta em defesa dos direitos da pessoa com deficiência ainda na adolescência. Em 1991, ingressou na diretoria da Associação Dos Deficientes Físicos em Alagoas (ADEFAL), onde foi atleta de natação e ocupou vários cargos de direção. Associação que presidiu entre os anos de 2007 até 2009. Chegou a assumir o cargo de coordenadora da Organização Nacional de Entidades de Deficientes Físicos (ONEDEF), de 2004 até 2010. Foi conselheira do Conselho Nacional de Defesa dos Direitos de Pessoa com Deficiência (CONADE), entre 2004-2008. 
Filiada ao PTdoB desde 2007, elegeu-se para uma vaga na Câmara Municipal de Maceió em 2008. Em 2010, foi eleita para o cargo de deputada federal com 90.021 votos, para a legislatura 2011/2014. Na Câmara dos Deputados, presidiu em 2011 a Frente Parlamentar do Congresso Nacional em Defesa dos Direitos das Pessoas com Deficiência. Disputou em 2014 a reeleição para o mandato, porém ficou como primeira suplente de sua coligação. 
Em 2015, foi convidada pelo governador Renan Filho para assumir a Secretaria de Estado da Mulher, Cidadania e dos Direitos Humanos de Alagoas. Em julho de 2016, foi nomeada para o cargo de secretária especial dos Direitos da Pessoa com Deficiência do Ministério da Justiça e Cidadania, pelo presidente Michel Temer.   Deixou a Secretaria em 16 de outubro para retornar ao mandato de deputada, como primeira suplente, após a licença de Marx Beltrão (PMDB), que assumiu o Ministério do Turismo.

## Prêmios e honrarias
Em 2015, no dia 24 de setembro, dia que é celebrado o Dia Nacional de Luta das Pessoas com Deficiência, Rosinha foi homenageada nesta sessão especial no Senado Federal, com a Comenda Dorina Nowill, em sua primeira edição, que destaca e referencia pessoas que lutam pela causa da pessoa com deficiência, garantindo que elas tenham acesso aos direitos básicos e possam estar incluídas na sociedade.